# Halvemaan
Halvemaan was een restaurant in Amsterdam in Nederland. Het had een Michelinster in de periode 1991-1997. Het restaurant sloot op 28 september 2018.
Het specifieke restaurantgebouw is ontworpen door Alexander Bodon. Het is gelegen aan de rand van het Gijsbrecht van Aemstelpark in de wijk Buitenveldert. Het restaurant werd geopend in 1989.
In 2013 kende de GaultMillau het restaurant 16 van de maximaal 20 punten toe.

## Geschiedenis
Eigenaar en chef-kok van Halvemaan was John Halvemaan (1949-2019).
Het gebouw werd vlak voor Halvemaans dood overgenomen door de Kroonenberg-groep; die het pand verhuurde aan horecaondernemer Edwin de Koeyer en daar op 20 april 2019 restaurant Gijsbrecht begon.
Bij het overschilderen van de muren is per ongeluk een muurschildering van Robert Zandvliet (eitempera op muur, 205 x 237 cm. 1996) overgeschilderd.
Echter door de coronacrisis heeft dit restaurant het niet gered en is er daarna ingrijpend gerenoveerd - door Alexanders zoon Karel Bodon (werkzaam als architect bij Dam & partners) - waarbij de oorspronkelijke gevel is voorzien van een zwarte kleur met toevoeging van horizontale kokers die een hardhouten uiterlijk hebben (Aluminium kokers beplakt met een houtprint).

## Boek
- Restaurant Halvemaan 25 jaar (ca. 150 blz.) - in december 2014 door de kok zelf uitgegeven in een oplage van 1000 exemplaren.